# Heugraben
Heugraben (en húngaro: Szénásgödör) es una ciudad localizada en el Distrito de Güssing, estado de Burgenland, Austria.
- Datos: Q597123
- Multimedia: Heugraben / Q597123

1. ↑  Worldpostalcodes.org, código postal n.º 7551.